# Grimaldo Rengifo
Grimaldo Rengifo Vásquez (Tocache, San Martín, 1946) es un educador, escritor, consultor e investigador peruano en educación intercultural. Es uno de los fundadores, junto a Eduardo Grillo Fernández, Francois Greslou y Marcela Velásquez, del Proyecto Andino de Tecnologías Campesinas (PRATEC) en Lima en junio de 1988. En el 2002 cofundó Waman Wasi, una organización sin fines de lucro con sede en Lamas, cerca a Tarapoto, dedicada a realizar proyectos de afirmación cultural en comunidades andino amazónicas de la región San Martín en base a 3 ejes: trabajo con docentes, acompañamiento a familias chacareras, y diálogo de saberes. 
Fue miembro del Consejo Nacional de Educación en el periodo 2020-2023 a través de la Resolución Ministerial N° 410-2020 del Ministerio de Educación.

## Biografía
Nació en Tocache en 1946, en la cuenca del río Huallaga. Vivió entre Tocache y Tingo María hasta los 13 años, cuando se trasladó a Huánuco para estudiar desde el 3.er y 5.º grado de secundaria en el Gran Unidad Escolar Leoncio Prado de esa ciudad.
Se licenció en Pedagogía y Humanidades, Biología y Química y es egresado de la Maestría en Filosofía con mención en Historia de la Universidad Nacional Mayor de San Marcos. Cuenta además con un diplomado en Antropología en la Pontificia Universidad Católica del Perú.
En 2014 obtuvo el primer premio en un concurso de ensayos académicos organizado por el Instituto de Ciencias de la Naturaleza, Territorio y Energías Renovables (INTE-PUCP) en colaboración con la Delegación Europea en el Perú, el Goethe-Institut y el Museo Metropolitano de Lima. El título de su ensayo fue «Cambio Climático: percepciones, consecuencias y prácticas adaptativas en comunidades indígenas Shipibo-Conibo, y Asháninkas. Reserva Comunal El Sira».

## Algunas publicaciones
- 2008. Educación y diversidad cultural (Lima: Pratec)[12]
- 2001. Niñez y biodiversidad en los Andes : una iniciativa a favor de diversidad cultural (Lima: Tierra de Hombres Alemania)[13]
- 1987. La agricultura tradicional en los Andes : manejo de suelos, sistemas de labranza y herramientas agrícolas : notas para un hipótesis de trabajo (Lima: Editorial Horizonte)